# Státní znak Lesotha
Státní znak Lesotha je tvořen hnědým basutským válečným štítem s tmavě modrým krokodýlem, podložený basutskými domorodými zbraněmi: kosmým kopím (assegai, asagaj) a šikmou palicí (knobkerrie). Mezi těmito zbraněmi je náčelnická hůl, zdobená pštrosím peřím (vše v hnědé barvě). Štít je strážen dvěma basutskými koni v přirozených barvách, stojícími na částečně kamenitém pažitu, v jehož zadní části je modrá silueta pohoří Thaba-Boisu (česky Noční hory). Přes přední část pažitu leží hnědá, bíle podšitá stuha s bílým mottem v jazyce sesotho KHOTSO PULA NALA (česky Mír, déšť, prosperita).
Krokodýl je symbolem kmene Bakoena (česky krokodýlí lidé nebo uctívači krokodýla). Z tohoto kmene pocházel Mošeše I. – náčelník, který sjednotil basutské kmeny, přijal britský protektorát a je považován za zakladatele Lesotha. Pohoří Thaba-Boisu (Noční hory), připomínají místo, kde náčelník Mošeše I. v 19. století shromáždil svůj národ.

## Historie
Britský protektorát Basutsko (anglicky Basutoland), dnešní Lesotho, neužívalo žádný znak. Teprve 20. března 1952 byl britským královským dekretem zaveden první znak Basutské kolonie. Znak byl tvořen zeleným štítem s krokodýlem v přirozených barvách. Nad ním byly dva zlaté obilné snopy mezi zlatým rounem. Nad štítem byl, na zeleno-zlaté točenici, basutský válečný štít (bílý, se šedými skvrnami), podložený stříbrnými basutskými zbraněmi - kosmým oštěpem, šikmou bojovou palicí a bílým šípem s hrotem směřujícím dolů. Pod štítem byla stříbrná stuha s mottem v jazyce sesotho KHOTSO • KE • NALA (česky Mír je prosperita). (není obrázek)
Štít znaku se užíval v bílém, kruhovém poli jako vlajkový emblém (anglicky badge).

Neoficiální basutská vlajka (1952–1966) Poměr stran: 1:2

4. října 1966 byla vyhlášena nezávislost Království Lesotha na Spojeném království. Již 30. září byl znak (spolu s vlajkou) publikován v mimořádném vydání vládního věstníku. Znak byl tvořen zlatým basutským válečným štítem s krokodýlem v přirozených barvách, podložený basutskými domorodými zbraněmi: kosmým kopím (asagajem) a šikmou palicí. Mezi těmito zbraněmi byla náčelnická hůl (tyč zakončená koulí), zdobená pštrosím peřím (vše ve zlaté barvě). Štít byl strážen dvěma basutskými koni v přirozených barvách, stojícími na částečně kamenitém pažitu, v jehož zadní části je zlatá silueta pohoří Thaba-Boisu (česky Noční hory). Přes přední část pažitu leží zlatá, červeně podšitá stuha s červeným mottem v jazyce sesotho KHOTSO • PULA • NALA (česky Mír, déšť, prosperita).
Na zlatých a stříbrných pamětních mincích vydaných k příležitosti vyhlášení nezávislosti byl však zobrazen jiný, původně připravovaný znak. Ten byl tvořen také basutským štítem, ale jeho ústředním motivem byla sedící postava (orientovaná heraldicky vlevo) náčelníka Mošešeho I. v přirozených barvách. Pod štítem byl umístěn krokodýl, koně měli jiný postoj a zbraně vyčnívaly v dolní části i pod stuhou. Nakonec byla (po připomínkách Jihoafrické heraldické rady) vybrána heraldicky správnější podoba znaku. (není obrázek)

Lesothský státní znak (1966-2006)

4. října 2006 došlo k určitým barevným úpravám ve znaku (tato varianta je platná dodnes): Zlatá barva štítu, zbraní a stuhy se změnila na hnědou. Krokodýl je nově tmavě modrý, stejně jako silueta pohoří. Změnila se i barva motta (odstraněny byly i oddělovače) a podšití stuhy.